# ジャレド・インガソル
ジャレド・インガソル（英: Jared Ingersoll、1749年10月24日-1822年10月31日）は、現在のアメリカ合衆国ペンシルベニア州フィラデルフィア出身の法律家、政治家である。ペンシルベニアの代表として大陸会議に出席し、アメリカ合衆国憲法に署名した。1812年アメリカ合衆国大統領選挙では連邦党の公認でデウィット・クリントンと共に出馬したが、ジェームズ・マディソンとエルブリッジ・ゲリーに敗れた。
インガソルはまた1791年から1800年および1811年から1816年にペンシルベニア州検事総長を務め、1800年から1801年はペンシルベニア駐在の連邦検察官を務めた。

## 生涯と経歴
ジャレド・インガソルはロイヤリストの父の強い影響に打ち勝ち、独立支持派の支持者になった。弁護士としての訓練によって新しく独立した諸州の問題は連合規約の不適切さによって生じていることを確信した。早くから憲法の改定を熱心に支持するようになったが、憲法制定会議の仲間の多くと同様に、この改定は連合規約の単純な改定で成し遂げられると信じていた。議論を重ねること数週間で新しい憲法が必要なことがわかってきた。皮肉なことに、憲法による政府のための大きな貢献は、憲法制定会議の間からではなく、後にフィラデルフィアで公表された多くの原則を定義することに関わった長いまた傑出した法律に関わる経歴の中から出てきた。

### 憲法制定会議前の経歴
インガソルは著名なイギリス人役人の息子であり、父の強いロイヤリスト感覚はむしろ急進派愛国者の手によって汚名を着せられ殺されることになった。インガソルは1766年にイェール大学を卒業し、フィラデルフィアで法律を勉強して、1773年には法廷弁護士として認められた。若いときのインガソルは教育もあり愛国者の指示に傾いてはいたが、初めはその著名な父に個人的に忠実な感覚が強かったために愛国者側からは一歩身を引いていた。父の勧めもあって、母国での高まりつつある政治論争を避け、ロンドンに渡ってミドル・テンプルで法律の研究を続け (1773-76)、また広範にヨーロッパを旅した。しかし、植民地が独立を宣言すると家族の見解を捨て、個人的に独立側に付いて故郷に帰った。1778年、確信的愛国者としてフィラデルフィアに到着した。影響力ある友人の助けもあって、直ぐに法律実務で繁盛するようになり、その後直ぐに大陸会議の代議員 (1780-81)として騒動の中に入った。政治については強い中央権力を常に支持し、戦後は国家政府の改革を唱える指導的な存在となり、大陸会議の友人や法律の社会で改革の必要性を説いて回った。

### 憲法制定会議への貢献
憲法制定会議では現存の連合規約を改定することに賛成する者達の中にいたが、最終的に多数意見に加わり新しい連邦政府を創る計画を支持した。検事として国民的評判があったにも拘らず、会議の議論には滅多に参加せず、全ての会期に出席するに留まった。

### 憲法制定会議後の経歴
新しい国家政府が創られると、インガソルは法律実務に戻った。1789年のフィラデルフィア市議会、また1800年のトーマス・ジェファーソンの大統領選出を「大きな破壊」と考える熱心な連邦党支持者として、1812年に連邦党推薦で副大統領候補となり落選したことのような政治における新しい試みを除けば、その公的な経歴は法律関係に集中していた。1791年から1800年および1811年から1816年にペンシルベニア州検事総長、1798年から1801年にフィラデルフィア市法務官、1800年から1801年はペンシルベニア駐在の連邦検察官を務めた。短期間（1821年-1822年）、フィラデルフィア地方裁判所の裁判長も務めた。
インガソルは、新しい共和国の初期に憲法法における基本的な事を定義する幾つかの重要な最高裁判所判決に関わることで、憲法を育てていくことに貢献した。たとえば、州の権限に関する画期的な裁判である「チショーム対ジョージア州事件」（1793年）ではジョージア州側を受け持った。このとき裁判所は、ある州は他の州の住民によって連邦裁判所に訴えられることができると判決し、インガソルの見解とは反対になった。州の主権についての解釈をこれが反転させたことは、後にアメリカ合衆国憲法修正第11条によって覆されることになった。1796年の「ハイルトン対アメリカ合衆国事件」ではハイルトン側につき、連邦議会の合憲性に初めて法的に挑戦することにもなった。この裁判では、最高裁が連邦政府の馬車に課税する権利を肯定した。この他にも、連邦裁判所の司法権に関する問題や、テネシー州選出の上院議員ウィリアム・ブラウントの弾劾弁護など、合衆国と外国との関係に関する問題に、憲法的な解釈を明らかにする様々な裁判に弁護士として働いた。